# Tetrawickmanita
La tetrawickmanita és un mineral de la classe dels òxids que pertany al subgrup de la stottita. El seu nom fa referència al fet que és el dimorf tetragonal de la wickmanita.

## Característiques
La tetrawickmanita és un hidròxid de fórmula química Mn2+Sn4+(OH)₆. Cristal·litza en el sistema tetragonal. Els seus cristalls són piramidals pseudo-octaèdrics, amb les cares {112}, {001} i {100} prominents, de pseudo-cúbics a ròmbics; també apareix de forma globular, en masses rugoses, de fins a 1 mm. a La seva duresa a l'escala de Mohs és de 3,5 a 4,5.
Segons la classificació de Nickel-Strunz, la tetrawickmanita pertany a «04.FC: Hidròxids (sense V o U), amb OH, sense H₂O; octaedres que comparteixen angles» juntament amb els següents minerals: bernalita, dzhalindita, söhngeïta, burtita, mushistonita, natanita, schoenfliesita, vismirnovita, wickmanita, jeanbandyita, mopungita, stottita, ferronigerita-2N1S, magnesionigerita-6N6S, magnesionigerita-2N1S, ferronigerita-6N6S, zinconigerita-2N1S, zinconigerita-6N6S, magnesiotaaffeïta-6N'3S i magnesiotaaffeïa-2N'2S.

## Formació i jaciments
La tetrawicmanita és un mineral rar de formació tardana en fractures de pegmatites riques en liti. Va ser descoberta a la mina Foote Lithium Co. (Foote Mine), al Kings Mountain District (Comtat de Cleveland, Carolina del Nord, Estats Units). També ha estat descrita a Austràlia, Noruega, Suècia i el Tadjikistan.
Sol trobar-se associada a altres minerals com: bavenita, eakerita, siderita-rodocrosita, albita, quars, magnetita i barita.